# 新庄城

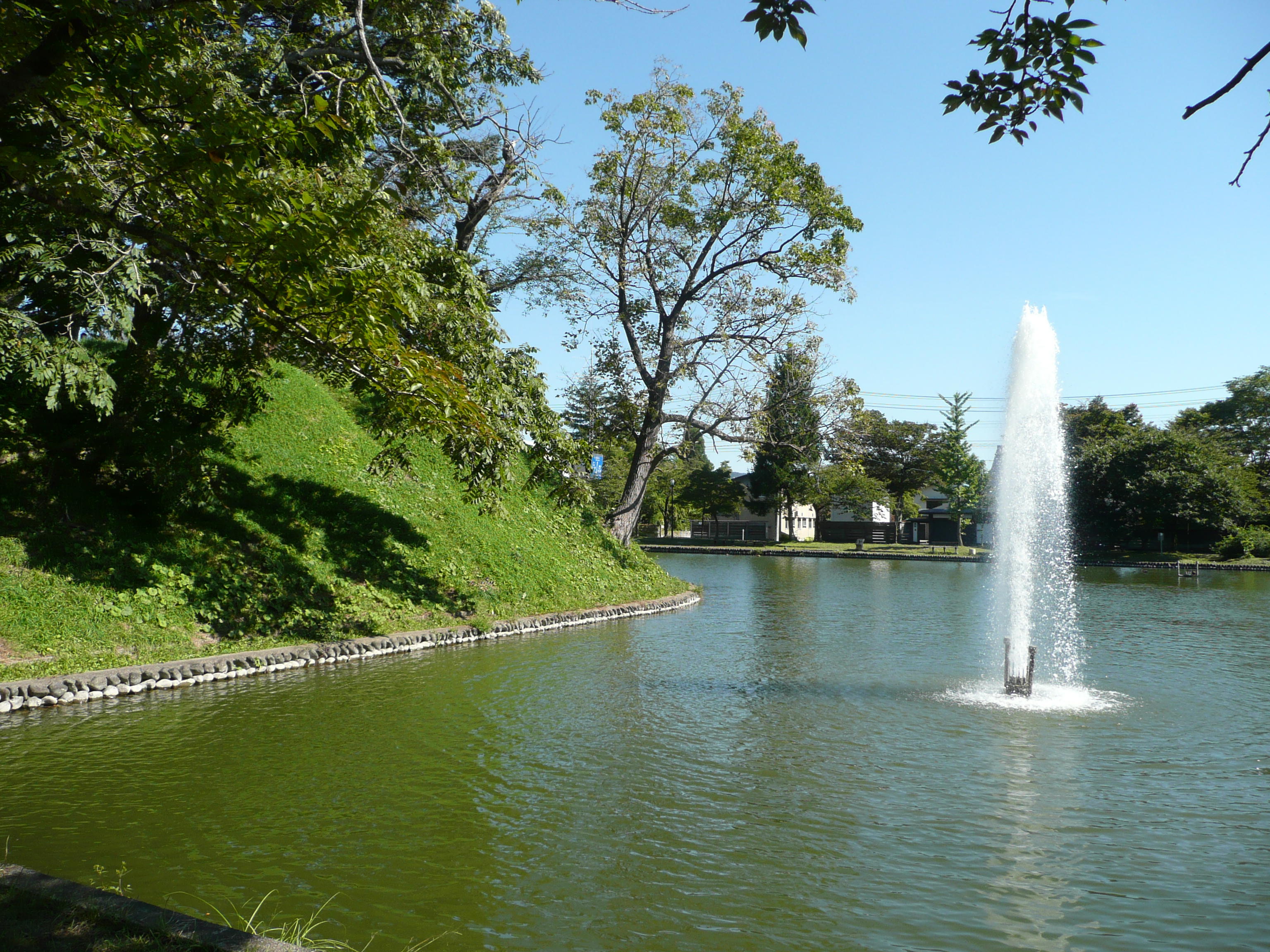
土塁と堀

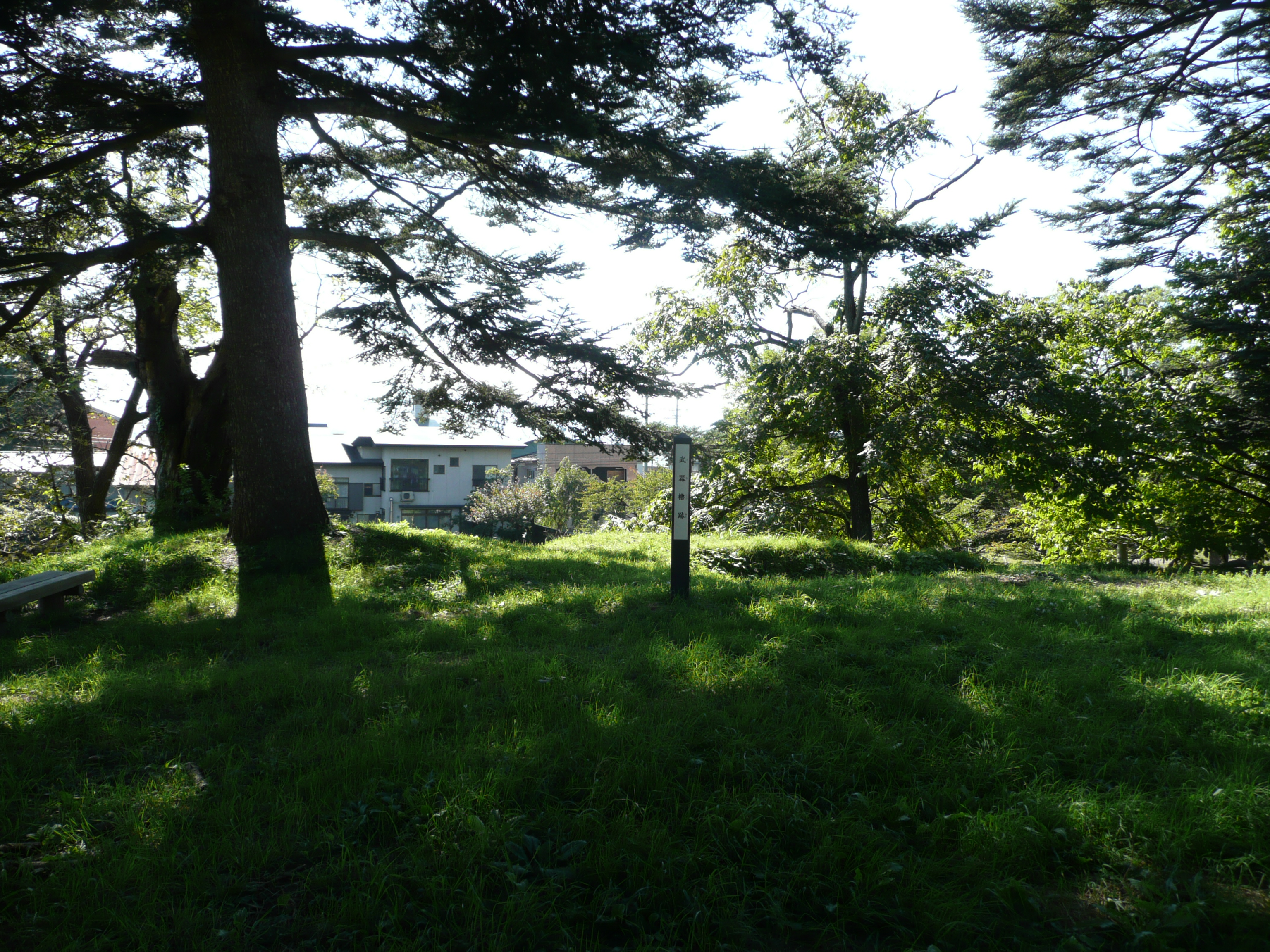
武器櫓跡

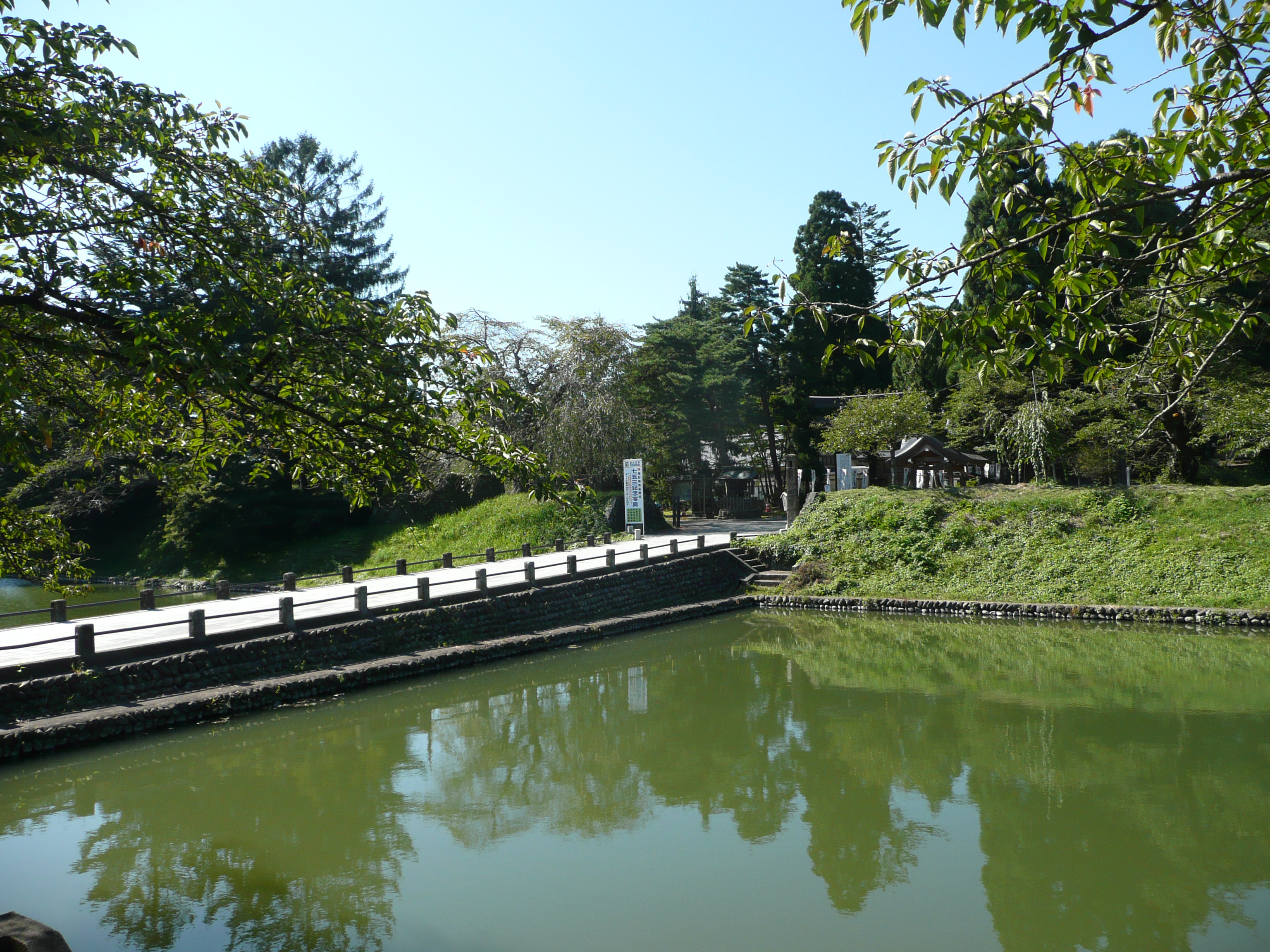
本丸と二の丸を結ぶ土橋

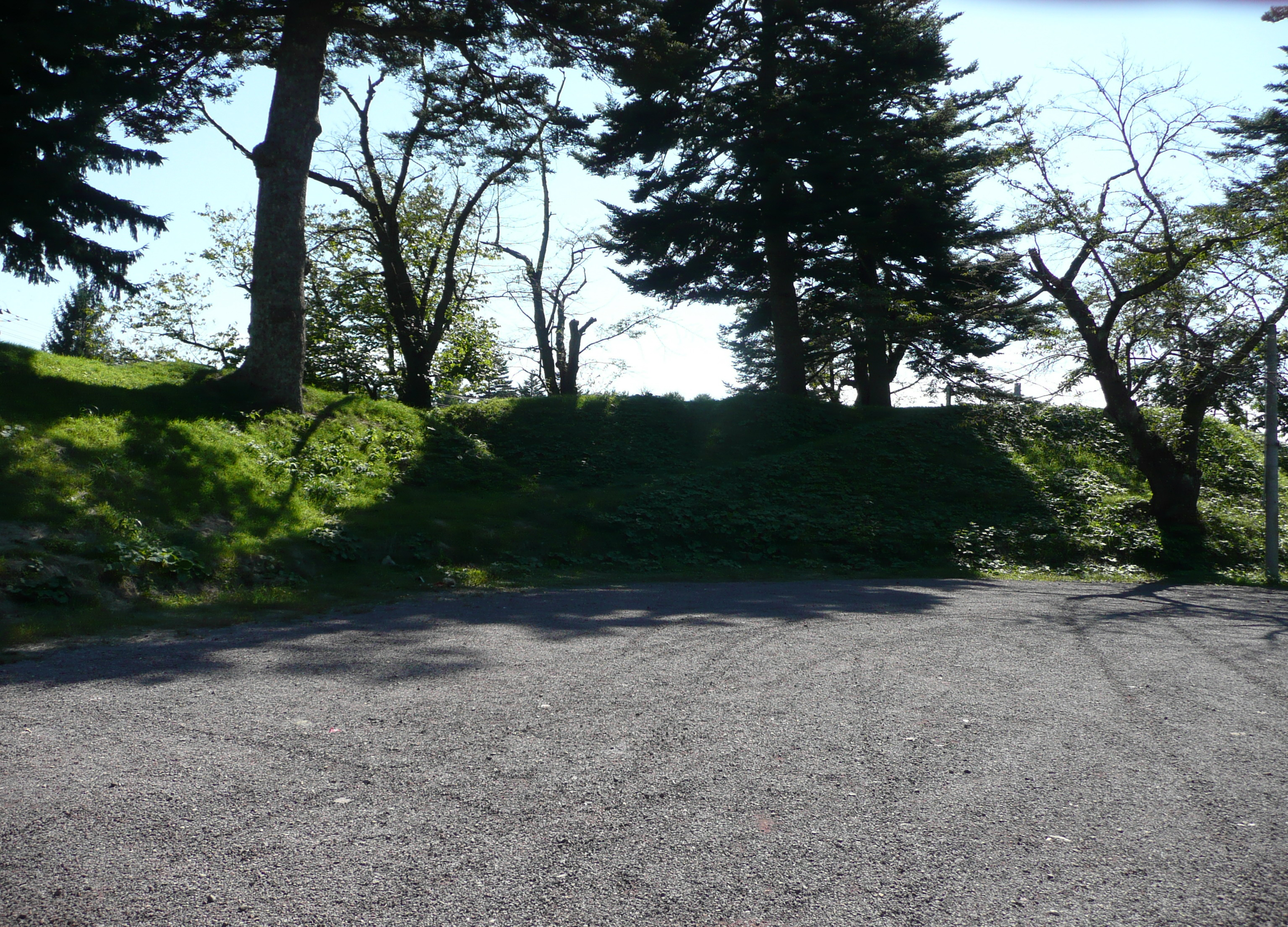
武器櫓の土塁

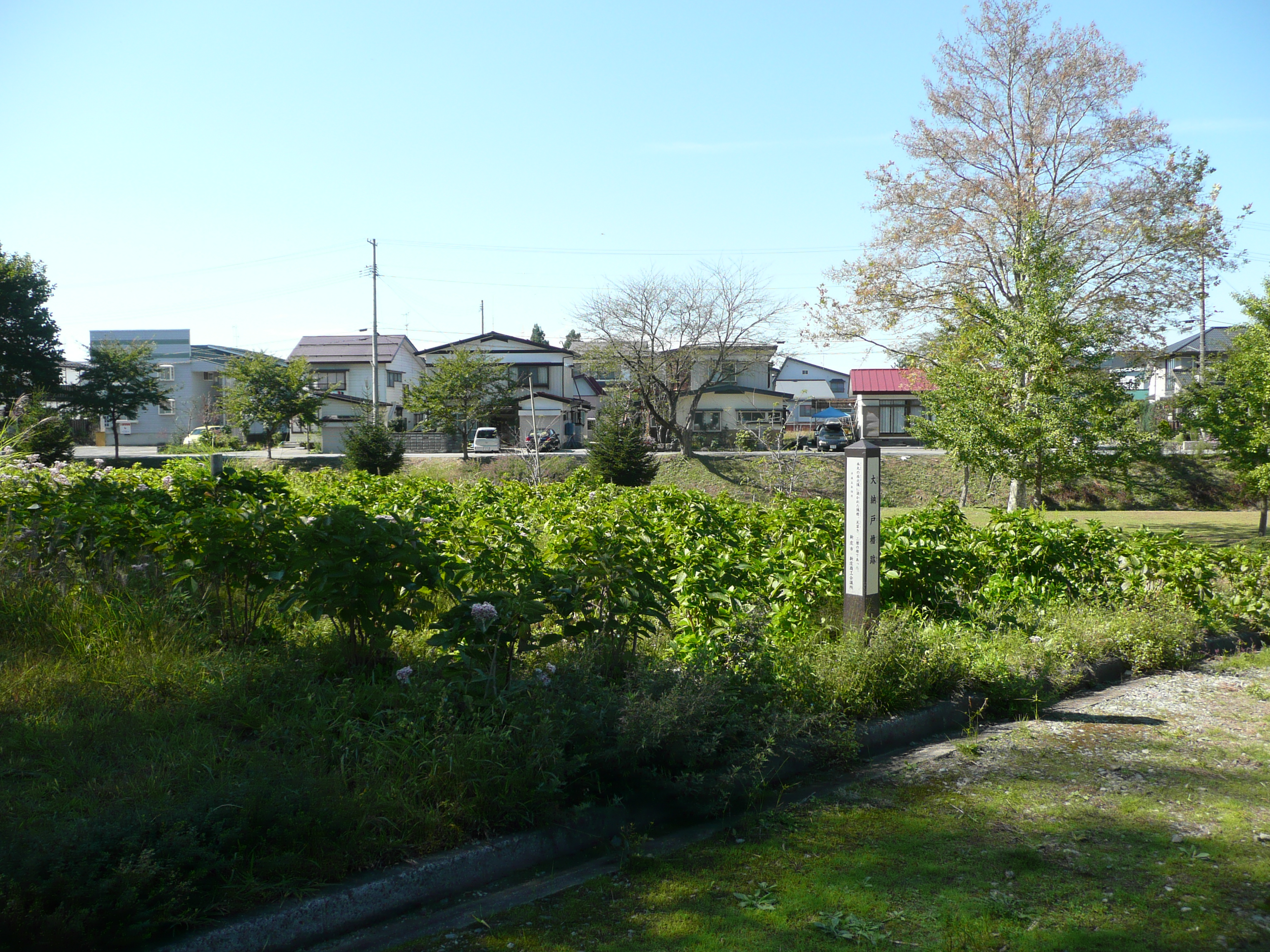
大納戸櫓跡

新庄城（しんじょうじょう）は、山形県新庄市堀端町にあたる出羽国（羽前国）最上郡新庄にあった日本の城（中世の平城）。別名沼田城（ぬまたじょう）、鵜沼城（うぬまじょう）と呼ばれる。新庄市指定史跡。

## 概要
新庄城は、新庄藩6万石（のちに6万8200石）の本拠として寛永2年（1625年）、戸沢政盛により現在の山形県新庄市堀端町に築城された平城。本丸の南側に出丸のように小さな二の丸が並列状に配置され、その外側を三の丸が囲む形である。本丸及び二の丸、三の丸の堀の水は城の北を流れる差指野川（さすのかわ）から引かれた。三の丸堀（二の堀）の反対側に当たる現在の堀端町は、家老などが住む侍屋敷があった。
最上氏改易後に入封した戸沢政盛は当初真室城（鮭延城）に入城したが、手狭であることと、山城のための不便さから幕府に願い出て、当地に築城した。なお、縄張は同一時期に山形城に入封した鳥居忠政によるものである。
1636年（寛永13年）に、火災によって三層天守が焼失したが再建されなかった。 
慶応4年（1868年）の戊辰戦争では戦闘の舞台となった。当初、新庄藩は奥羽越列藩同盟に参加していたが、久保田藩（秋田藩）が新政府側へ変節したのに同調し、奥羽越列同盟から離脱した。これに激怒した庄内藩は新庄藩へと攻め入り、庄内藩兵と新庄藩兵の間で攻城戦が行われたが新庄城は陥落して、その大部分が焼失した。当時の藩主、戸沢正実は久保田藩へ落ち延びた。新庄城は同年のうちに廃城となった。
現在は、新庄城の建物のほとんどが失われ、本丸址に戸澤神社、護国神社、稲荷神社、天満神社がある。このうち、天満神社は城を創建した戸沢氏の氏神で、藩政時代から現存している唯一の建造物であり、県指定文化財（昭和63年（1987年）8月25日指定）になっている。新庄市老人福祉センターや新庄市保健センター付近では三の丸堀跡も確認できる。本丸跡、二の丸跡を含めた城跡は最上公園として市民に開放されており、新庄市出身の折下吉延による心字池がある。
また、最上地方随一の桜の名所として知られ、毎年4月20日前後に見頃を迎え、「カド焼きまつり」の会場となる。夏は天満神社の縁の祭りである新庄まつりが開催される。

## 城郭
本丸には御殿（三層天守は落雷で焼失）、三の丸には藩の政庁が置かれた。
本丸
設備：御殿、土塁、濠、三層天守（落雷で焼失）、二重櫓3棟
現在は、本丸跡に「新庄城天守台跡」の碑。
二の丸
設備：土塁、濠
三の丸
表御門
現在は、石垣の一部が残り、「表御門跡」の碑（本記事右の写真（囲み概要の画像）も参照）。

## 城下
城下町は羽州街道に沿って商家が集まり、城下各地に職人町が造られた。羽州街道は元々「東の道」と呼ばれて神室連峰の山裾を縫っており、城域から少々離れていたが、築城を機に城下を通るように変更された。同様に庄内地方からの道路も、本合海から新田川の川沿いを通って宮野、角沢、鳥越に至るルートであった（源義経の「東下り」もこのルートである）が、新庄藩によって長坂峠（現在の八向中学校前の坂）越えの道が開削され、福田、二軒（仁間）から城下へと向かう道になった。
現在も城下町当時の町割が残る地域があり、城下町によく見られるような曲がり道や丁字路が多い。
定期市が立つ町
五日町（南本町）、十日町（北本町）
馬市が立つ町
馬喰町（馬口労町）　藩主が馬で城外に出る「御馬出口」もここにあった。
職人町
鍛冶町
城下で最も栄えていた商家街
北本町、南本町　新庄城の正門に当たる大手門には、北本町と南本町の間から入る構造であった。
その他
鉄砲町、御長柄町、茶屋町
街道
羽州街道

## 交通
- JR東日本・山形新幹線（奥羽本線）新庄駅から徒歩15分。
- 東北中央自動車道・新庄ICから約7分。
- 東北中央自動車道・新庄鮭川ICから約3分。